# Santa María Tetitla
Santa María Tetitla är en ort i kommunen Otzolotepec i delstaten Mexiko i Mexiko. Samhället hade 5 454 invånare vid folkräkningen 2020.